# Sancho IV de Castela
Sancho IV de Leão e Castela (Valladolid, 12 de Maio de 1258 — Toledo, 25 de Abril de 1295), o Bravo, era o segundo filho de Afonso X o Sábio, e de Violante, infanta de Aragão (filha do rei Jaime I de Aragão, o Conquistador, e de sua esposa Violante, Princesa da Hungria). Foi rei desde a morte de seu pai, em 1284, até à sua morte.
Uma vez que primogénito do rei Afonso X, D. Fernando de La Cerda, morreu em novembro de 1275, o Sábio legou o reino em testamento ao seu neto Afonso de Lacerda, deserdando o seu segundo filho, Sancho.
Assim, em 1282 Sancho juntou uma coligação de nobres para se declararem por si contra o seu sobrinho, e quando o rei Afonso X morreu em 1284, fez-se coroar rei em Toledo. Reconhecido pela maioria das cidades e dos nobres, tinha ainda um grupo bastante numeroso de partidários dos infantes de La Cerda, que reclamavam o seu legado no testamento, e durante todo o reinado, este monarca teve de enfrentar lutas internas.
Um dos personagens que provocou mais discórdias foi o infante D. João, irmão de Afonso X, ao qual se uniu D. Lopo Dias III de Haro, oitavo senhor da Biscaia. Sancho IV acabou por executar de Haro e encarcerar o seu tio D. João. Também, segundo as crónicas, deu a ordem de executar à facada 4 000 seguidores dos infantes de La Cerda em Badajoz, 400 em Talavera e outros tantos em Ávila e Toledo.

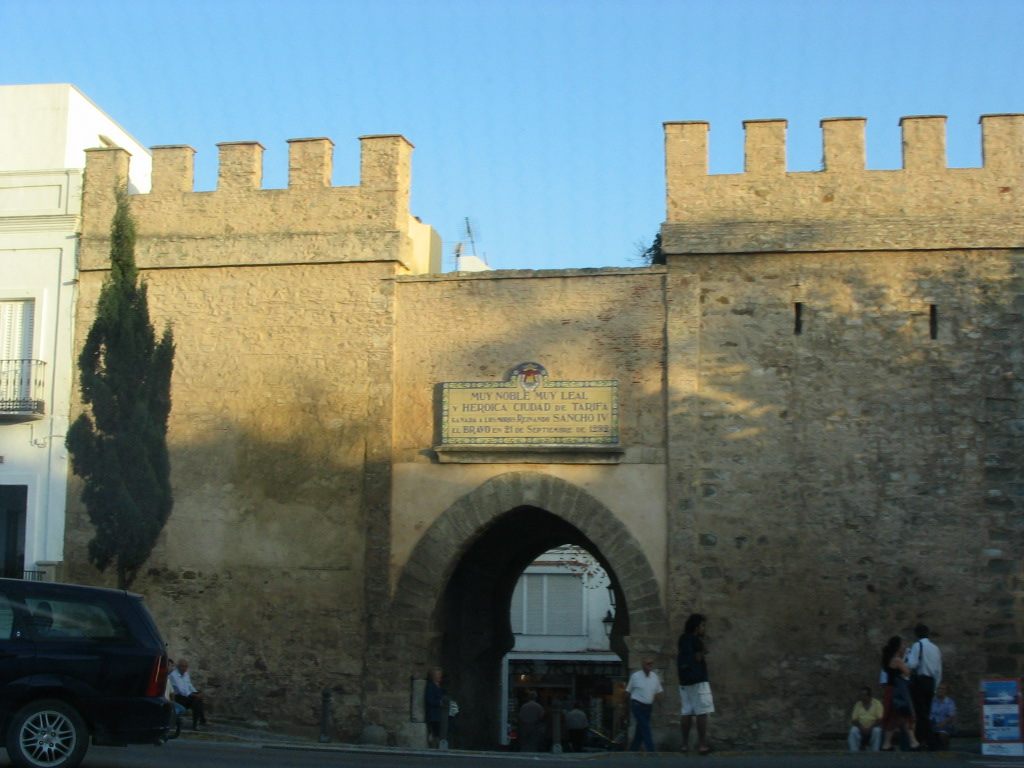
Arco de Tarifa com uma placa dedicada aos combatentes no conflito de Tarifa

Depois deste saneamento perdoou o seu tio, que pouco depois voltou a rebelar-se, ocasionando o conflito de Tarifa. D. João pediu ajuda aos berberes merínidas e sitiou a praça defendida pelo governador Gusmão o Bom, senhor de Leão, que perdeu o seu filho na batalha. Tarifa foi fielmente defendida e os merínidas regressaram a Marrocos, acabando com os planos do infante D. João e do rei de Marrocos, que pretendia uma invasão.
Quando Jaime II subiu ao trono de Aragão aproximou-se de Sancho IV, e unidos, os dois reis deram um novo impulso à Reconquista. Foi também grande amigo, e tutor do seu primo, o escritor, político e guerreiro, infante D. João Manuel.
O Bravo morreu em batalha, em 25 de abril de 1295, pouco antes de completar 37 anos de idade. Deixou o seu filho Fernando como herdeiro, sob a regência da sua consorte, D. Maria de Molina. Mas deixou também a herança das disputas e rivalidades com os infantes de La Cerda e os seus partidários.

## Casamento e descendência
Do seu casamento em 1282 com Maria de Molina, senhora de Molina e Mesa (filha de Maior Afonso de Meneses, 5ª senhora de Meneses e de Afonso de Molina, sendo por isso neta da rainha Berengária de Castela e de Afonso IX de Leão), teve:
1. Isabel de Castela, viscondessa de Limoges (1283-1328), esposa de Jaime II de Aragão e depois de João III, duque da Bretanha
2. Fernando IV de Castela (1284-1312),[1] o Emprazado, casado com Constança de Portugal (1290-1313)
3. Afonso, infante de Castela (1286-1291)
4. Henrique, infante de Castela (1288-1299)
5. Pedro, infante de Castela, senhor de Cameros (1290-1319) casou-se com Maria, infanta de Aragão e foi pai de Branca de Castela, primeira consorte de D. Pedro I de Portugal
6. Filipe, infante de Castela, senhor de Ribera e Cabrera (1292-1327), casou-se com Margarida de la Cerda, neta de Fernando de La Cerda
7. Beatriz de Castela (1293-1359), consorte de Afonso IV de Portugal

Ainda teve numerosos filhos bastardos de diferentes damas. De uma dama desconhecida nasceu:
1. Teresa Sanches (1280-?), casou-se com João Afonso Teles de Meneses, 1.º conde de Barcelos.

De Maria Afonso Teles de Meneses (c.1250-?), filha de  Afonso Telo de Meneses (1225 -?) “o Tição” e de Maior Gonçales Girão, (1230 -?), filha de Gonçalo Rodrigues Girão e de Sancha Rodriguez, teve:
1. Violante Sanches, senhora de Uzero (1275-?), casou-se com D. Fernando de Castro, senhor de Lemos e de Monforte

De Maria Peres (c.1260-?):
1. Afonso Sanches (c. 1280-?), casou-se com Maria Lopes de Haro